# أوفيديو مونتالباني
أوفيديو مونتالباني (18 نوفمبر 1601 - 20 سبتمبر 1671)، المعروف أيضًا باسمه المستعار جيوفاني أنطونيو بومالدي، عالم موسوعي إيطالي. أستاذ للمنطق، والرياضيات، وعلم الفلك، والطب في جامعة بولونيا.

## حياته
درس أوفيديو مونتالباني الفلسفة على يد فينسينزو مونتيكالفي والطب على يد الطبيب الشهير بارتولوميو أمبروسيني. في عام 1625، في سن مبكرة جدًا، أصبح محاضرًا في جامعة بولونيا، ودرّس المنطق أولًا، ثم الطب النظري، والرياضيات، وعلم الفلك، ولاحقًا الفلسفة الأخلاقية. في عام 1657، أصبح أمينًا لمتحف ألدروفاندي، خلفًا لبارتولوميو أمبروسيني، الذي كان أمينًا منذ عام 1642. كان عميد كلية الطب في بولونيا منذ عام 1664 فصاعدًا.
مونتالباني عضو في العديد من الأكاديميات، بما في ذلك أكاديمية دي جيلاتي (باسم «لانيستاتو»)، وأكاديمية ديغلي إندوميتي (باسم «لو ستيلاتو»)، وأكاديمية ديلا نوتي (باسم «إيل روجيادوسو»). هو أيضًا عضو في أكاديمية ديلي إنكوغنيتو ذات التفكير الحر في البندقية، وكذلك أحد مؤسسي أكاديمية فسبيرتيني، التي عقدت اجتماعاتها الأولى في منزله.
انخرط بالسياسة في مدينة بولونيا، وشغل العديد من القضاة، مثل قضاة محكمة منتدى التجار ومنبر العوام. بصفته رقيبًا على محاكم التفتيش في بولونيا، كُلف بمراجعة الطبعة الأولى من الأعمال الكاملة لغاليليو، التي نشرها كارلو مانوليسي في بولونيا، في 1655-1656.
توفي في بولونيا في 20 سبتمبر 1671.

## أعماله
أوفيديو مونتالباني واحد من أكثر العلماء غزارة في الإنتاج في عصره. من بين منشوراته العديدة يمكن العثور على أعمال في علم الآثار، واللغويات، والطب، وعلم النبات. في عام 1629 كُلف بمهمة كتابة تاكوينو، وهو نوع من التقويم الفلكي الذي يُنتج سنويًا للأطباء ويشير إلى أفضل وأسوأ الأيام لإراقة الدماء والتطهير والجراحة. غالبًا ما أثرى مونتالباني هذا «التقويم» الطبي بمقالات حول مواضيع متنوعة مثل تطعيم النباتات واللهجات البولونية واللمبردية. انتقد مارسيلو مالبيغي وجيوفاني ألفونسو بوريلي بشدة تاكوينوم مونتالباني لعام 1661، بعنوان مكافحة الجراثيم، وفيه هاجم الابتكارات في ممارسة الطب.
في كتابه رسالة حجر بولونيا المضيء (1634)، ناقش مونتالباني خصائص «حجر بولونيا» وهو قطعة من كبريتات الباريوم (الباريت) وجدت على جبل باديرنو. كانت أطروحة مونتالباني واحدة من أولى الدراسات حول موضوع التفسفر غير العضوي. في عام 1668، حرر مونتالباني كتاب علم الشجر غير المطبوع سابقًا بقلم أوليسي ألدروفاندي.
نشر مونتالباني عددًا من الأعمال العلمية تحت الاسم المستعار جيوفاني أنطونيو بومالدي. أطلق كارل بيتر تونبرغ اسم بومالدا على جنس من النباتات اليابانية. كان صديقًا مقربًا لتوماس ديمبستر، وقد ألقى خطبته الجنائزية، التي نُشرت في بولونيا عام 1626، بعد عام من وفاة ديمبستر.
مونتالباني شخصية متناقضة في أوائل الثورة العلمية في القرن السابع عشر. بينما كان مؤيدًا للملاحظة التجريبية في الفلسفة الطبيعية، كان أيضًا معارضًا قويًا لأفكار مارسيلو مالبيغي الطبية ومؤيدًا للنظام البطلمي.

## أعماله الرئيسية

### ألدروفاندي
(تحرير) علم الأشجار الطبيعية، أي تاريخ الأشجار، الكتاب الثاني، بولونيا 1668 (على الإنترنت).

### متنوع
قائمة بجميع النباتات المجففة والملصقة على الورق، والتي يمكن رؤيتها في المتحف المناسب. بولونيا. 1624.
- المرآة الإقليدية. بولونيا: كليمنتي فيروني. 1629.
- رسالة حجر بولونيا المضيء. بولونيا. 1634.
- رسائل متنوعة إلى العلماء حول أمور تخص منطقة بولونيا، مثل الحجر المضيء والحجر المرآوي. بولونيا. 1634.[13]
- تأبين تذكاري لبعض أطباء بولونيا المشهورين. بولونيا. 1640.
- دروسيلوجي (باللغة الإيطالية). بولونيا: جيوفاني باتيستا فيروني. 1641.
- المنظار الشمسي (باللاتينية). بولونيا: كارلو زينيرو. 1650.
- كتيب الوصفات الاقتصادية للأغذية والأدوية من مواد أسهل وأرخص، جيدة وقيمة مثل المواد الأكثر قيمة (باللغة الإيطالية). بولونيا. 1654.